# Tennis ai VII Giochi del Mediterraneo
Il torneo di tennis dei VII Giochi del Mediterraneo ha previsto lo svolgimento di 2 gare, singolare e doppio maschile. Non è stato previsto lo svolgimento della finale per la medaglia di bronzo; pertanto, sia nel singolare e sia nel doppio è stato assegnato il doppio bronzo.

## Podi

### Uomini
| Evento                      | Oro                                  | Argento                         | Bronzo                                                               |
| Singolo maschile (dettagli) | Ángel Giménez                        | Dragan Savic                    | Abdessalem Mahmudi Carlo Borea                                       |
| Doppio maschile (dettagli)  | Italia Carlo Borea Vincenzo Vattuone | Spagna Ángel Giménez Miguel Mir | Jugoslavia Dragan Savic Zoltan Ilin Abdessalem Mahmudi Sebti Bouanib |

## Medagliere
| Posizione | Paese      |   |   |   | Totale |
| --------- | ---------- | - | - | - | ------ |
| 1         | Spagna     | 1 | 1 | 0 | 2      |
| 2         | Italia     | 1 | 0 | 1 | 2      |
| 3         | Jugoslavia | 0 | 1 | 1 | 2      |
| 4         | Algeria    | 0 | 0 | 2 | 2      |
| Totale    | Totale     | 2 | 2 | 4 | 8      |